# 로마-에트루리아 전쟁
로마-에트루리아 전쟁, 에트루리아 전쟁 또는 에트루리아-로마 전쟁은 고대 로마(제왕 시대와 공화제 시대 모두)와 에트루리아인 사이에 벌어진 일련의 전쟁이었다. 많은 전쟁, 특히 로마 역사 초기의 전쟁에 대한 정보는 제한되어 있으며 대부분은 고대 문헌을 통해서만 알려져 있다. 에트루리아 정복은 기원전 265~264년에 완료되었다.